# Якутська духовна семінарія
Якутська духовна семінарія (якут. Дьокуускайдааҕы духуобунай семинария Дьокуускайдааҕи духуобунай семінарія) — вищий навчальний заклад Російської православної церкви, що готує священно і церковнослужителів Російської православної церкви.
З 1858 по 1870 і з 1884 по 1920 роки діяла як середній духовний навчальний заклад. Вона стала першим професійним навчальним закладом на території Якутії.
Відновлена 5 жовтня 2011 року рішенням Священного Синоду РПЦ .

## Історія
У 1800 році на ім'я імператора Павла I було відправлене прохання від князя Хангаласького улусу Іллі Шадріна про відкриття в Якутії духовної школи. Святійший Синод ухвалив рішення відкрити при якутському Спаському монастирі духовну освітню установу місіонерської спрямованості. 1 січня 1801 року ця школа почала свою роботу.
Відвідавши Якутськ влітку 1815 єпископ Іркутський, Нерчинський і Якутський Михайло Бурдуков знайшов монастирську школу «непотрібною через нечисленність учнів і невідповідною до цілей навчання» і направив клопотання про її закриття. Указом Синоду від 30 березня 1817 року школа закрилася і ставилося питання про відкриття замість неї духовного училища. 

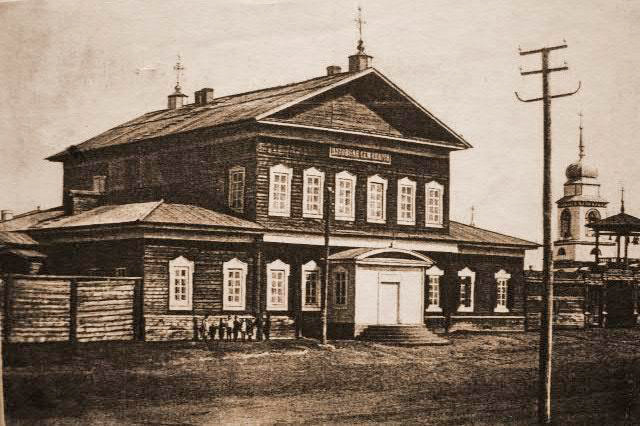
Історична будівля семінарії на фото XIX століття

Восени 1818 року було створене повітово-парафіяльне училище для священно-церковно-служительських дітей.  Через відсутність власного будинку воно було спершу розміщене в соборній богадільні, а потім у Спаському монастирі Якутська.
У січні 1858 року було засноване Якутське вікаріатство  . У тому ж році в Якутськ була переведена із Ситки Новоархангельська духовна семінарія, що стала після цього Якутською. Ректор архімандрит Петро Єкатериновський, викладачі та учні Новоархангельської семінарії прибули до Якутська 12 вересня 1858 року а 17 вересня розпочався навчальний процес  .
21 січня 1870 року в результаті пожежі будівлі духовної семінарії та духовного училища були знищені. У зв'язку з цим 17 червня за ухвалою Святійшого Синоду Якутська духовна семінарія була переведена в Благовєщенськ.
У 1884 році стараннями єпископа Якутського і Вілюйського Якова Домського і єпархіального духовенства семінарія була відновлена.
Нова двоповерхова дерев'яна будівля Якутської семінарії була побудована у 1887 році.
Аж до кінця XIX століття була мініатюрною, маючи у 1897 році лише 44 вихованця. Її випускників було занадто мало для того, щоб забезпечити єпархію кваліфікованими священнослужителями. Але до 1911 року кількість семінаристів збільшується майже в 4 рази (171 осіб), і семінарія по їх числу виходить на перше місце в регіоні.
При семінарії знаходилася церква і духовне училище. Незадовго до 1910 року в семінарії стали викладати місіонерські предмети, які, проте, майже не торкалися релігійного життя якутів .
У кінці XIX століття в Якутському духовному училищі навчалося майже сто чоловік.  Воно стало першим професійним навчальним закладом на території Якутії і зіграло дуже важливу роль у поширенні грамотності.
5 квітня 1920 року постановою Якутського губревкома всі духовні навчальні заклади Якутська були закриті.
У 2006 році з благословення Патріарха Алексія II і рішенням Священного Синоду Якутське духовне училище відновило свою діяльність.
6 жовтня 2011 року рішенням Священного Синоду РПЦ МП Якутське духовне училище було перетворене в Якутську духовну семінарію  . У серпні 2015 єпископ Роман Лукін так оцінив діяльність семінарії:

Семінарія — один з найбільш витратних проектів єпархії, але в той же час ефективних. І я свідомо йду на ці витрати, часом урізуючи якісь інші витратні статті, оскільки розумію: розвитку церковного життя не буде, якщо не буде своїх священиків. Про це, до речі, говорили і святитель Інокентій Московський, і перший єпископ Якутії Діонісій Хитров. Адже не випадково святитель Інокентій свого часу переніс семінарію з острова Ситка до Якутська і в Якутії стався розквіт церковного життя.

За останні чотири роки, після того, як духовне училище Якутська отримало статус семінарії, її пастирське відділення закінчило 16 випускників, регентське відділення — 15, курси катехитів — 14. Всі вони надійшли у розпорядження єпархії, і, можу сказати, для нас це стало хорошою підмогою.

## Семінарія в наш час
Якутська духовна семінарія, єдиний на північному сході Сибіру вищий духовний навчальний заклад Московського патріархату.
В Семінарії вивчаються богословські, історичні, церковно-практичні і загальногуманітарні дисципліни.  Наявний в Духовній школі спортивний зал дозволяє студентам займатися активними видами спорту.
Навчання, харчування та проживання студентів здійснюється на кошти Якутської і Ленської єпархії.
Термін навчання — 4 роки (бакалаврат)
Окрім пастирського відділення, на якому навчаються майбутні священнослужителі, у Семінарії, на відповідних відділеннях, відкриті програми підготовки церковних півчих і катехитів.

## Ректори
- архімандрит Петро Катерининський (1858)
- протоієрей Димитрій Хитров, (1858-1868) в. о. до 11 січня 1862
- протоієрей Стефан Добротворський (1884-1888)
- архімандрит Іоанникій Надєждин (31 березня 1888-1891)
- Микола Трусковський (1892)
- архімандрит Стефан Кіструський (29 січня 1892 — 13 грудня 1895)
- протоієрей Феодор Стуков (1895-1907) [8]
- архімандрит Діонісій Прозоровський (1907-1910)
- протоієрей Василь Іллінський (1910 — після 1917) [9]
- ігумен Андрій Мороз (5 жовтня 2011 — 30 травня 2014)
- ієромонах Іларіон Варежкін [10] (30 травня 2014 — 15 жовтня 2018)
- архієпископ Роман Лукін (з 15 жовтня 2018)